# Kepler-453
Kepler-453, também conhecida como KIC 9632895, é um sistema estelar binário formado pelas estrelas Kepler-453A e Kepler-453B, localizado em direção a constelação de Lyra a aproximadamente 1.400 anos-luz de distância a partir da Terra. Este sistema é notável por hospedar um exoplaneta circumbinário, ou seja, o planeta orbita em torno das duas estrelas.
A estrela maior, a Kepler-453A, é similar ao nosso Sol, contendo 94% de sua massa, enquanto que a estrela menor, a Kepler-453B, possui cerca de 20% da sua massa, sendo mais fria e mais tênue. As estrelas orbitam uma em relação a outra a cada 27,3 dias.

## Sistema planetário
Em 2015 foi descoberto um planeta extrassolar, o Kepler-453b, orbitando as duas estrelas do sistema Kepler-453. O planeta completa um órbita em torno das estrelas a cada 240,5 dias.